# Collegio di Houghton and Sunderland South
Houghton and Sunderland South è un collegio elettorale situato nel Tyne and Wear, nel Nord Est dell'Inghilterra, e rappresentato alla Camera dei comuni del Parlamento del Regno Unito. Elegge un membro del parlamento con il sistema first-past-the-post, ossia maggioritario a turno unico; l'attuale parlamentare è Bridget Phillipson del Partito Laburista, che rappresenta il collegio dal 2010.

## Estensione

Houghton and Sunderland South dal 2010 al 2024

Dal 2010 al 2024 il collegio ha compreso i ward della Città di Sunderland di Copt Hill, Doxford, Hetton, Houghton, St Chad’s, Sandhill, Shiney Row e Silksworth; dal 2024 comprende i ward di Copt Hill; Doxford; Hetton; Houghton; Sandhill; Shiney Row; Silksworth; St. Anne's e St. Chad's.

## Membri del parlamento
| Elezione | Elezione | Deputato           | Partito   |
| -------- | -------- | ------------------ | --------- |
|          | 2010     | Bridget Phillipson | Laburista |

## Elezioni

### Elezioni negli anni 2020
| Partito                    | Partito                                | Candidato                  | Risultati 4 luglio 2024 | Risultati 4 luglio 2024 |
| Partito                    | Partito                                | Candidato                  | Voti                    | %                       |
| -------------------------- | -------------------------------------- | -------------------------- | ----------------------- | ----------------------- |
|                            | Laburista                              | Bridget Phillipson         | 18 837                  | 47,05                   |
|                            | Reform UK                              | Sam Woods-Brass            | 11 668                  | 29,15                   |
|                            | Conservatore                           | Chris Burnicle             | 5 514                   | 13,77                   |
|                            | Lib Dem                                | Paul Edgeworth             | 2 290                   | 5,72                    |
|                            | Verdi                                  | Richard Bradley            | 1 723                   | 4,30                    |
|                            |                                        |                            |                         |                         |
| Iscritti                   | Iscritti                               | Iscritti                   | 78 448                  | 100,00                  |
| ↳ Votanti (% su iscritti)  | ↳ Votanti (% su iscritti)              | ↳ Votanti (% su iscritti)  | 40 032                  | 51,03                   |
| ↳ Astenuti (% su iscritti) | ↳ Astenuti (% su iscritti)             | ↳ Astenuti (% su iscritti) | 38 416                  | 48,97                   |
|                            |                                        |                            |                         |                         |
|                            | Esito: collegio confermato a Laburista |                            |                         |                         |

### Elezioni negli anni 2010
| Partito                    | Partito                                | Candidato                  | Risultati 12 dicembre 2019 | Risultati 12 dicembre 2019 |
| Partito                    | Partito                                | Candidato                  | Voti                       | %                          |
| -------------------------- | -------------------------------------- | -------------------------- | -------------------------- | -------------------------- |
|                            | Laburista                              | Bridget Phillipson         | 16 210                     | 40,72                      |
|                            | Conservatore                           | Christopher Howarth        | 13 095                     | 32,89                      |
|                            | Brexit                                 | Kevin Yuill                | 6 165                      | 15,49                      |
|                            | Lib Dem                                | Paul Edgeworth             | 2 319                      | 5,83                       |
|                            | Verdi                                  | Richard Bradley            | 1 125                      | 2,83                       |
|                            | UKIP                                   | Richard Elvin              | 897                        | 2,25                       |
|                            |                                        |                            |                            |                            |
| Iscritti                   | Iscritti                               | Iscritti                   | 68 828                     | 100,00                     |
| ↳ Votanti (% su iscritti)  | ↳ Votanti (% su iscritti)              | ↳ Votanti (% su iscritti)  | 39 811                     | 57,84                      |
| ↳ Astenuti (% su iscritti) | ↳ Astenuti (% su iscritti)             | ↳ Astenuti (% su iscritti) | 29 017                     | 42,16                      |
|                            |                                        |                            |                            |                            |
|                            | Esito: collegio confermato a Laburista |                            |                            |                            |

| Partito                    | Partito                                | Candidato                  | Risultati 8 giugno 2017 | Risultati 8 giugno 2017 |
| Partito                    | Partito                                | Candidato                  | Voti                    | %                       |
| -------------------------- | -------------------------------------- | -------------------------- | ----------------------- | ----------------------- |
|                            | Laburista                              | Bridget Phillipson         | 24 665                  | 59,46                   |
|                            | Conservatore                           | Paul Howell                | 12 324                  | 29,71                   |
|                            | UKIP                                   | Michael Joyce              | 2 379                   | 5,74                    |
|                            | Lib Dem                                | Paul Edgeworth             | 908                     | 2,19                    |
|                            | Verdi                                  | Richard Bradley            | 725                     | 1,75                    |
|                            | Indipendente                           | Michael Watson             | 479                     | 1,15                    |
|                            |                                        |                            |                         |                         |
| Iscritti                   | Iscritti                               | Iscritti                   | 68 111                  | 100,00                  |
| ↳ Votanti (% su iscritti)  | ↳ Votanti (% su iscritti)              | ↳ Votanti (% su iscritti)  | 41 480                  | 60,90                   |
| ↳ Astenuti (% su iscritti) | ↳ Astenuti (% su iscritti)             | ↳ Astenuti (% su iscritti) | 26 631                  | 39,10                   |
|                            |                                        |                            |                         |                         |
|                            | Esito: collegio confermato a Laburista |                            |                         |                         |

| Partito                    | Partito                                | Candidato                  | Risultati 7 maggio 2015 | Risultati 7 maggio 2015 |
| Partito                    | Partito                                | Candidato                  | Voti                    | %                       |
| -------------------------- | -------------------------------------- | -------------------------- | ----------------------- | ----------------------- |
|                            | Laburista                              | Bridget Phillipson         | 21 218                  | 55,13                   |
|                            | UKIP                                   | Richard Elvin              | 8 280                   | 21,51                   |
|                            | Conservatore                           | Stewart Hay                | 7 105                   | 18,46                   |
|                            | Verdi                                  | Alan Robinson              | 1 095                   | 2,84                    |
|                            | Lib Dem                                | Jim Murray                 | 791                     | 2,06                    |
|                            |                                        |                            |                         |                         |
| Iscritti                   | Iscritti                               | Iscritti                   | 68 364                  | 100,00                  |
| ↳ Votanti (% su iscritti)  | ↳ Votanti (% su iscritti)              | ↳ Votanti (% su iscritti)  | 38 489                  | 56,30                   |
| ↳ Astenuti (% su iscritti) | ↳ Astenuti (% su iscritti)             | ↳ Astenuti (% su iscritti) | 29 875                  | 43,70                   |
|                            |                                        |                            |                         |                         |
|                            | Esito: collegio confermato a Laburista |                            |                         |                         |

| Partito                    | Partito                                      | Candidato                  | Risultati 6 maggio 2010 | Risultati 6 maggio 2010 |
| Partito                    | Partito                                      | Candidato                  | Voti                    | %                       |
| -------------------------- | -------------------------------------------- | -------------------------- | ----------------------- | ----------------------- |
|                            | Laburista                                    | Bridget Phillipson         | 19 137                  | 50,33                   |
|                            | Conservatore                                 | Robert Oliver              | 8 147                   | 21,43                   |
|                            | Lib Dem                                      | Christopher Boyle          | 5 292                   | 13,92                   |
|                            | Indipendente                                 | Colin Wakefield            | 2 462                   | 6,48                    |
|                            | BNP                                          | Karen Allen                | 1 961                   | 5,16                    |
|                            | UKIP                                         | Richard Elvin              | 1 022                   | 2,69                    |
|                            |                                              |                            |                         |                         |
| Iscritti                   | Iscritti                                     | Iscritti                   | 68 754                  | 100,00                  |
| ↳ Votanti (% su iscritti)  | ↳ Votanti (% su iscritti)                    | ↳ Votanti (% su iscritti)  | 38 021                  | 55,30                   |
| ↳ Astenuti (% su iscritti) | ↳ Astenuti (% su iscritti)                   | ↳ Astenuti (% su iscritti) | 30 733                  | 44,70                   |
|                            |                                              |                            |                         |                         |
|                            | Esito: collegio a Laburista (nuovo collegio) |                            |                         |                         |

## Risultati dei referendum

### Referendum sulla permanenza del Regno Unito nell'Unione europea del 2016
|             | Collegio                      | Lasciare UE % | Rimanere in UE % |
| ----------- | ----------------------------- | ------------- | ---------------- |
|             | Houghton and Sunderland South | 62,6%         | 37,4%            |
| Inghilterra | 53,3%                         | 46,7%         |                  |
| Regno Unito | 51,9%                         | 48,1%         |                  |